# Tsagaan Sar
L'any nou lunar mongol o cap d'any mongol, conegut generalment com a Tsagaan Sar (mongol: Цагаан сар, Cagán sar / ᠴᠠᠭᠠᠨ ᠰᠠᠷᠠ, pronunciat: [t͡sʰaɢaːŋ sar]; literalment Lluna blanca), és el primer dia de l'any nou segons el calendari lunisolar mongol. El festival del cap d'any lunar el celebren tant els mongols com alguns pobles de l'Àrtida. El festival se celebra el primer i els següents tres dies del primer mes lunar. És una de les principals festes mongoles. Durant el comunisme va estar prohibit i es va substituir pel dia de l'agricultura col·lectiva. Després de la revolució de 1990, la festivitat es va tornar a instaurar.

## Celebració
Les costums del Tsagaan Sar són significativament diferents depenent de la regió. A Mongòlia, per exemple, pels volts de cap d'any, les famílies encenen espelmes als altars, fet que simbolitza la il·luminació budista. La gent també se saluda amb les expressions típiques de vacances com ara Амар байна уу? (Amar baina uu?; literalment: vius en pau? o et trobes descansat?). Durant el dia, els mongols també visiten a familiars i amics i intercanvien presents. Les famílies, típicament es reuneixen a casa de la família de major edat. Força gent vesteix els vestits nacionals mongols durant e dia i quan saluden a la gent gran els agafen pels colzes per mostrar respecte i recolzament. L'integrant de més edat de la família rep la salutació de la resta d'integrants excepte la del seu cònjuge. Durant la cerimònia de benvinguda, els membre de la família sostenen llargues teles blaves, fetes de seda, anomenades khadag. Després de la cerimònia, la família al complet menja cua d'ovella, anyell. Arròs amb quallada, productes làctics i buuz. També és típic d'aquest dia beure airag.
El dia immediatament anterior al Tsagaan Sar s'anomena Bituun, el nom que rep la lluna nova en mongol. Durant aquest dia és típic que es faci una neteja general de la casa; els pastors també netegen els estables. La cerimònia del Bituun també inclou una encesa d'espelmes per a simbolitzar la il·luminació del samsara, així com posar tres trossos de gel a les portes d'entrada perquè el cavall de la deïtat Palden Lhamo pugui beure, ja que es creu que durant aquesta nit visita totes les cases. Ja a la nit, els familiars, només els més propers, es reuneixen, contrastant amb les grans reunions del Tsagaan Sur, per acomiadar-se junts de l'any vell tot menjant productes làctics i buuz.

### Menjar
Depenent de la regió, el menjar es prepara de diferents maneres. El menjar tradicional a Mongòlia inclou productes làctics, arròs amb quallada (tsagaa-цагаа), arròs amb panses (berees-бэрээс), una piràmide de galetes tradicionals situades, sobre un plat gran, de manera que representen el mont Meru o el regne de Shambala. També es menja ovella a la brasa, carn de vaca o anyell picada i feta al vapor dins dels pastissets, buuz, carn de cavall i galetes tradicionals. Els menjars del Tsagaan Sar solen requerir diversos dies de preparació durant els quals tant els homes com les dones fan enormes quantitats de buuz per a tota la família, així com ul boov i rebosteria.